# Climate Action Tracker
Climate Action Tracker (abbreviato CAT) è un gruppo indipendente di ricerca scientifica con l'obiettivo di verificare l'azione dei governi per la riduzione delle emissioni dei gas serra nel rispetto degli accordi internazionali, monitorando l'azione per il clima in 37 paesi e l'Unione Europea responsabili di circa l'85% delle emissioni globali e circa il 70% della popolazione mondiale.

## Storia
Climate Action Tracker, costituito nel settembre 2009 dal Ministero tedesco per lo sviluppo, la conservazione della natura e la sicurezza nucleare e da ClimateWorks Foundation, è un consorzio internazionale tra Climate Analytics e NewClimate Institute, con il sostegno di European Climate Foundation.
Il progetto Climate Action Tracker, che è iniziato in vista della COP15 di Copenaghen (2009), focalizzato sull'anno 2020, successivamente valuta anche i Contributi determinati a livello nazionale (NDC) ai sensi dell'Accordo di Parigi (2015). 

## Scopo
I rapporti che Climate Action Tracker pubblica periodicamente vertono su:
- l'azione dei governi per il clima per gli impegni promessi alla Convenzione quadro delle Nazioni Unite sui cambiamenti climatici (UNFCCC) e ai Contributi determinati a livello nazionale (NDC);
- le politiche che un governo ha effettivamente attuato per far fronte ai propri impegni;
- se un governo sta facendo la propria parte rispetto ad altri;
- confronto con il potenziale di riduzione delle emissioni basato su una revisione della letteratura scientifica;
- confronto tra indicatori di decarbonizzazione nazionali e settoriali.

Gli studi fatti da Climate Action Tracker determinano i probabili aumenti della temperatura nel corso del XXI secolo utilizzando il modello climatico MAGICC (Model for the Assessment of Greenhouse Gas Induced Climate Change).

## COP26
Il 9 novembre 2021, verso la fine della conferenza sul clima COP26, Climate Action Tracker ha presentato un rapporto che concludeva: «Con le politiche attuali, stimiamo che il riscaldamento di fine secolo sarà di 2,7 °C. [...] Abbiamo bisogno di vedere uno sforzo profondo in tutti i settori, in questo decennio, per decarbonizzare il mondo per essere in linea con 1,5 °C. [...] Gli obiettivi per il 2030 rimangono del tutto inadeguati: gli attuali obiettivi per il 2030 (senza impegni a lungo termine) ci porta a un aumento della temperatura di 2,4 °C entro la fine del secolo».

## Paesi aderenti
- Arabia Saudita
- Argentina
- Australia
- Bhutan
- Brasile
- Canada
- Cile
- Cina
- Colombia
- Corea del Sud
- Costa Rica
- Emirati Arabi Uniti
- Etiopia
- Gabon
- Gambia
- Germania
- Giappone
- Indonesia
- Iran
- Kazakistan
- Kenya
- Marocco
- Messico
- Nepal
- Nigeria
- Norvegia
- Nuova Zelanda
- Perù
- Regno Unito
- Russia
- Singapore
- Stati Uniti
- Svizzera
- Thailandia
- Turchia
- Ucraina
- Unione europea
- Vietnam